# نکتار (آلاباما)
نکتار (به انگلیسی: Nectar) شهری در شهرستان بلاونت ایالت آلاباما است که مساحت آن ۴٫۷۳ کیلومتر مربع است و در سرشماری سال ۲۰۱۰ میلادی، ۳۴۵ نفر جمعیت داشته و تراکم جمعیتی آن، ۷۲٫۹۴ نفر در هر کیلومتر مربع بوده است.